# Kino im Künstlerhaus

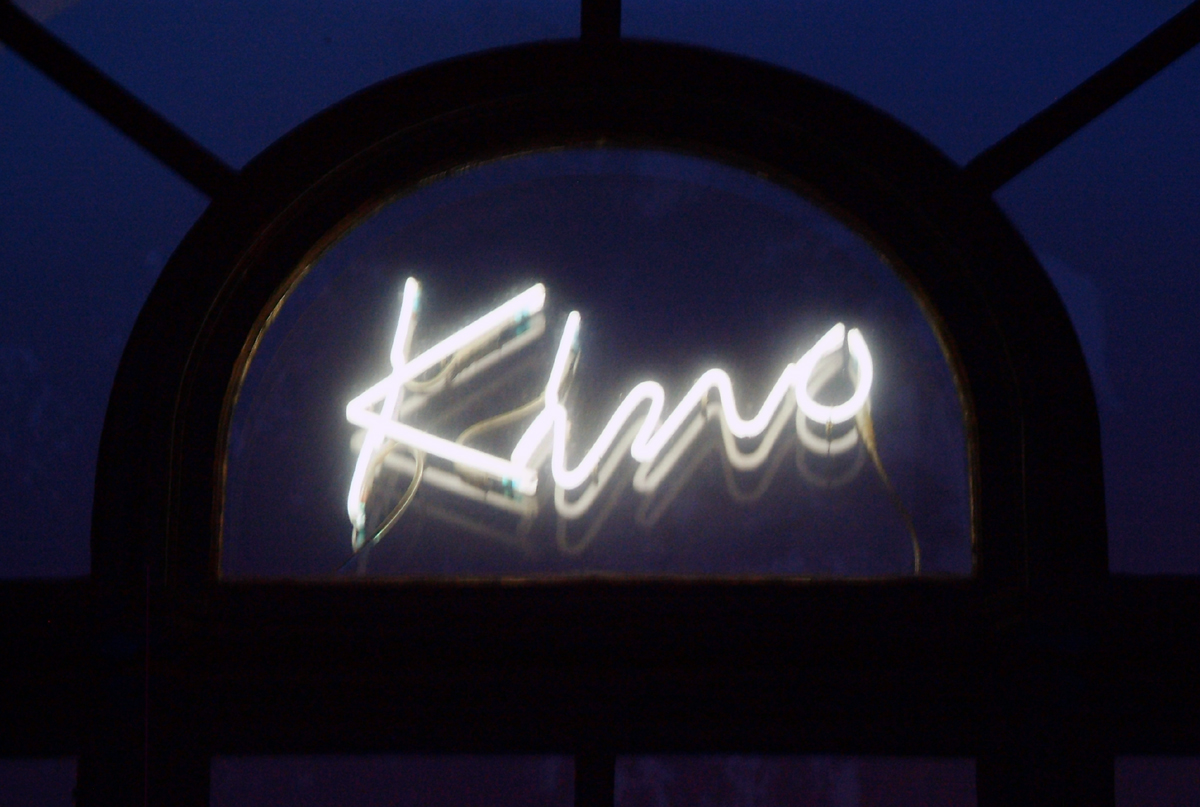
Schriftzug Kino in gebogenen Neonröhren am Fenster der Spielstätte

Das Kino im Künstlerhaus (KiK) ist das Kommunale Kino (KoKi) der Landeshauptstadt Hannover. Zentrale Spielstätte ist das Künstlerhaus in der Sophienstraße 2 im Stadtteil Mitte.

## Veranstaltungen

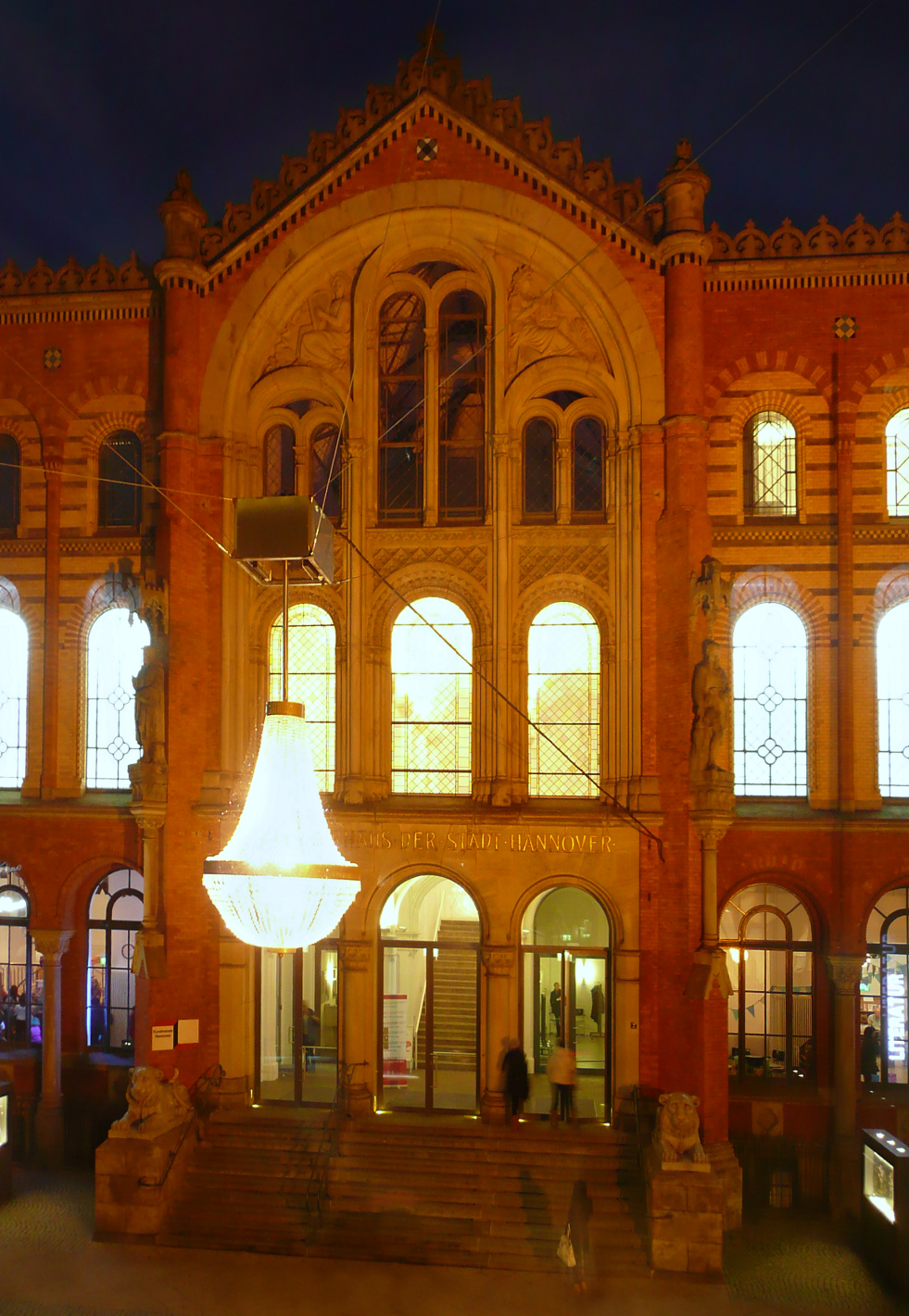
Vor dem Künstlerhaus signalisiert Stephan Hubers Kronleuchter „Das große Schwingen“ laufende Kinovorstellungen

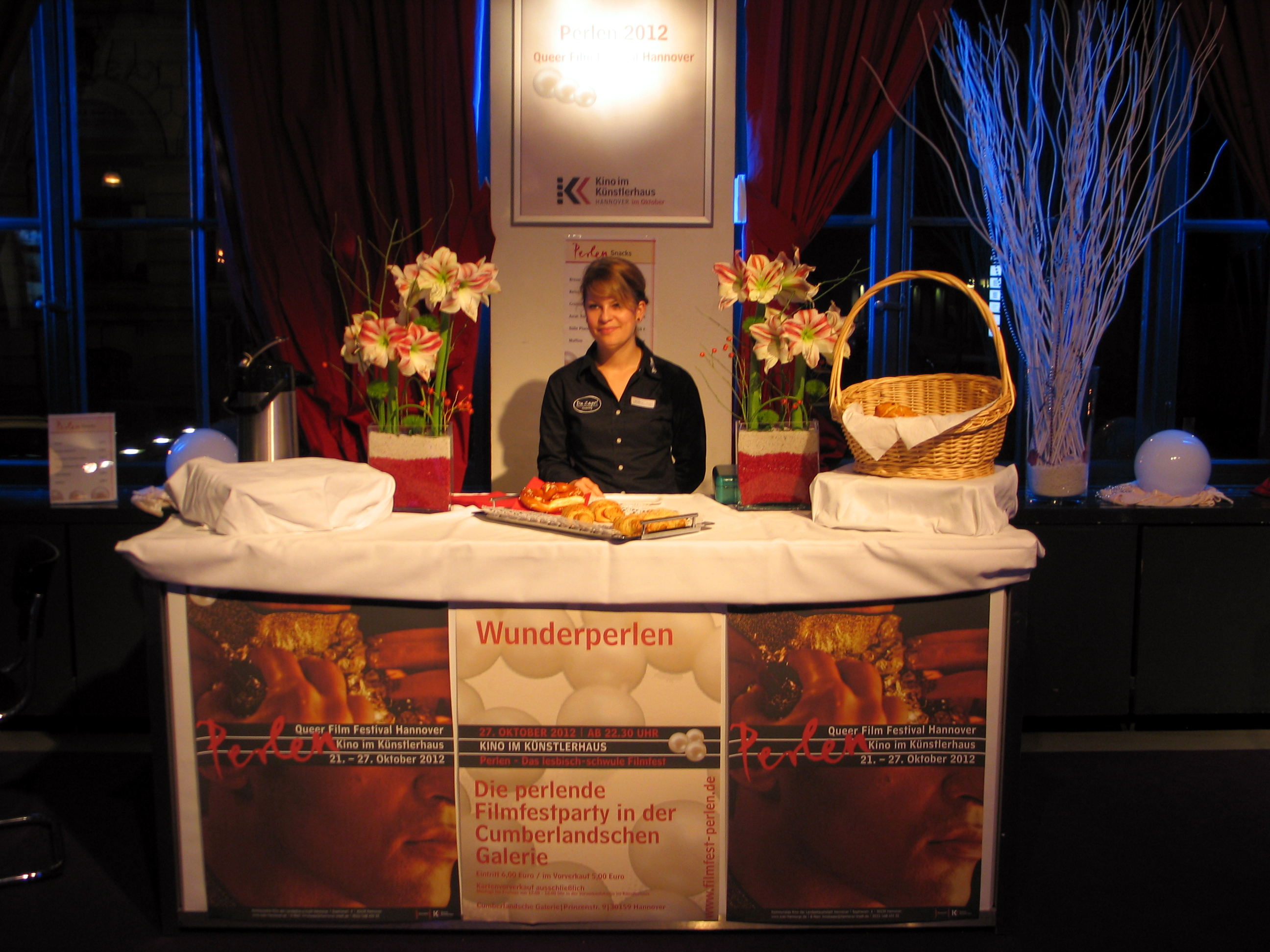
Bewirtung im Vorraum bei besonderen Anlässen

Bei täglich wechselndem Programmangebot versteht sich das Kino im Künstlerhaus als „Werkstatt des neuen innovativen Films“. Aber auch Klassiker der Filmkunst und der Filmgeschichte werden dargeboten, häufig zyklisch und nach thematischen, geographischen oder künstlerischen Aspekten.
Die Bildungs- und Kulturpolitik der Stadt Hannover ermöglicht Inhabern des Hannover-Aktiv-Passes kostenlosen Eintritt.

## Sonderveranstaltungen
- Die Räumlichkeiten des KiK werden mitunter auch während der Literaturwoche Buchlust genutzt, die seit dem Jahr 2000 jährlich an einem Novemberwochenende unter anderem in der sogenannten Literaturetage des Künstlerhauses veranstaltet wird.[3]

- Die Kino-Räume sind seit etwa 30 Jahren auch Austragungsort des jährlich stattfindenden Filmfestivals Perlen – Queer Film Festival Hannover, für das seit Jahren der Oberbürgermeister von Hannover,  darunter auch  Stephan Weil die Schirmherrschaft übernommen hatte[6] und zu dem Protagonisten wie beispielsweise Detlef Stoffel persönlich erschienen.[7]

## Geschichte
Das KoKi in Hannover wurde 1974 – unter der Leitung von Sigurd Hermes – als nichtgewerbliches Kino gegründet „mit dem Ziel, aktuelle, innovative Filme zu zeigen und zu fördern.“ Anfänglich gab es keine festen Spielstätten des Koki. In Zusammenarbeit mit dem ersten Filmvorführer des KoKi, Günter Möhrmann wurde das Kinomobil entwickelt. So konnten die Filme in den städtischen Spielstätten und Freizeitheimen in Vahrenwald, Ricklingen, Lister Turm oder im Apollo auf der Limmerstraße in Linden gezeigt werden. Ab 1979 wurden auch die im Jahr zuvor von Hans-Joachim Flebbe am Raschplatz gegründeten Kinos am Raschplatz mitgenutzt. Erst 1983 erhielt das KoKi seine heute fest etablierte Spielstätte im ehemaligen Rambergsaal des Künstlerhauses in der Sophienstraße.
Das nichtkommerzielle Kino war in seiner frühen Geschichte mehrmals von der Schließung bedroht – aus Geldmangel. Doch 1993 konnte sich das KoKi durch weitere private Geldgeber wirtschaftlich konsolidieren. Im selben Jahr erhielt die Einrichtung den Namen „Kino im Künstlerhaus“, seitdem werden jedoch beide Namen genutzt.
Zeitgleich mit der Umgestaltung des Künstlerhauses in den Jahren 1999 bis 2001  „durch das hannoversche Architekturbüro Pax, Hadamczik, Arndt, Brüning“ wurde auch die Technik modernisiert sowie das Auditorium, in dem neben Filmvorführungen mitunter auch Autorenlesungen oder Leseinszenierungen angeboten werden.

## Schriften (unvollständig)
- Stefan Abrahams, Alexa Büchler, Christian Degenhardt, Ramona Kaufmann, Claudia Kruse, Stefanie Lindemeier, Sandra Schäffer (Programm, Red.): Perlen. Queer Film Festival Hannover. Kino im Künstlerhaus 21.–27. Oktober 2012, veranstaltet durch das Kino im Künstlerhaus, Kommunales Kino der Landeshauptstadt Hannover, mit einem Vorwort von Stephan Weil, Broschüre zum Festival, Hannover 2012: Selbstverlag
- Jörg Becker: Sehnsucht nach dem Unendlichen. Die Filme von Clemens Klopfenstein, in der Reihe Filmwärts-Texte, hrsg. von Filmwärts e. V. und dem Kommunalen Kino der Landeshauptstadt Hannover, Marburg: Schüren, 1991
- Sigurd Hermes, Hans-Jürgen Tast (Red.): 1. Filmklassentreffen in der BRD, Hannover, 29./30. Oktober 1976, eine Veranstaltung des Kommunalen Kinos, Hannover im FZH Lister Turm, Dokumentation, Hannover: Kommunales Kino, 1976